# Europejskie Igrzyska Halowe w Lekkoatletyce 1967 – bieg na 50 m przez płotki mężczyzn
Bieg na 50 metrów przez płotki mężczyzn – jedna z konkurencji biegowych rozgrywanych podczas lekkoatletycznych europejskich igrzysk halowych w hali Sportovní hala w Pradze. Eliminacje i półfinały zostały rozegrane 11 marca, a bieg finałowy 12 marca 1967. Zwyciężył reprezentant Włoch Eddy Ottoz, który tym samym obronił tytuł z poprzednich igrzysk.

## Rezultaty

### Eliminacje
Rozegrano 3 biegi eliminacyjne, do których przystąpiło 14 biegaczy. Awans do półfinału dawało zajęcie jednego z pierwszych czterech miejsc w swoim biegu (Q).
Opracowano na podstawie materiału źródłowego.
Bieg 1
| Miejsce | Zawodnik           | Czas | Uwagi |
| ------- | ------------------ | ---- | ----- |
| 1       | Eddy Ottoz         | 6,4  | Q     |
| 2       | Adam Kołodziejczyk | 6,8  | Q     |
| 3       | Milan Čečman       | 6,9  | Q     |
| 4       | Ilia Iliew         | 6,9  | Q     |
| 5       | Çetin Şahiner      | 6,9  |       |

Bieg 2
| Miejsce | Zawodnik           | Czas | Uwagi |
| ------- | ------------------ | ---- | ----- |
| 1       | Anatolij Michajłow | 6,6  | Q     |
| 2       | Sergio Liani       | 6,9  | Q     |
| 3       | Milan Kotík        | 7,0  | Q     |
| 4       | Fiorenzo Marchesi  | 7,0  | Q     |
| –       | Kjellfred Weum     | DQ   |       |

Bieg 3
| Miejsce | Zawodnik            | Czas | Uwagi |
| ------- | ------------------- | ---- | ----- |
| 1       | Walentin Czistiakow | 6,6  | Q     |
| 2       | Hinrich John        | 6,7  | Q     |
| 3       | Leszek Wodzyński    | 6,9  | Q     |
| 4       | Richard Stotz       | 7,0  | Q     |

### Półfinały
Rozegrano 2 biegi półfinałowe, w których wystartowało 12 biegaczy. Awans do finału dawało zajęcie jednego z trzech pierwszych miejsc w swoim biegu (Q).
Opracowano na podstawie materiału źródłowego.
Bieg 1
| Miejsce | Zawodnik            | Czas | Uwagi |
| ------- | ------------------- | ---- | ----- |
| 1       | Eddy Ottoz          | 6,4  | Q     |
| 2       | Adam Kołodziejczyk  | 6,8  | Q     |
| 3       | Walentin Czistiakow | 6,8  | Q     |
| 4       | Richard Stotz       | 7,1  |       |
| 5       | Ilia Iliew          | 7,4  |       |
| 6       | Milan Kotík         | 7,4  |       |

Bieg 2
| Miejsce | Zawodnik           | Czas | Uwagi |
| ------- | ------------------ | ---- | ----- |
| 1       | Anatolij Michajłow | 6,7  | Q     |
| 2       | Hinrich John       | 6,7  | Q     |
| 3       | Milan Čečman       | 6,8  | Q     |
| 4       | Leszek Wodzyński   | 6,8  |       |
| 5       | Sergio Liani       | 6,8  |       |
| 6       | Fiorenzo Marchesi  | 7,0  |       |

### Finał
Opracowano na podstawie materiału źródłowego.
| Miejsce | Zawodnik            | Czas |
| ------- | ------------------- | ---- |
| 1       | Eddy Ottoz          | 6,4  |
| 2       | Walentin Czistiakow | 6,6  |
| 3       | Anatolij Michajłow  | 6,7  |
| 4       | Milan Čečman        | 6,7  |
| 5       | Adam Kołodziejczyk  | 6,7  |
| 6       | Hinrich John        | 6.7  |